# 반위창생반미인
《반위창생반미인》(중국어 간체자: 半为苍生半美人, 정체자: 半為蒼生半美人, 병음: Bàn wèi cāng shēng bàn měi rén 반웨이창성반메이런[*])은 중국의 텔레비전 드라마이다.

## 등장 인물
- 하성명(何晟铭): 화타 역
- 이의효(李依晓) : 명심(明心) 역